# Pavel Hrúz
Pavel Hrúz (ur. 14 czerwca 1941 w Bańskiej Bystrzycy, zm. 15 sierpnia 2008 tamże) – słowacki pisarz.
W latach 1959–1964 studiował na Wydziale Elektrotechnicznym Słowackiej Wyższej Szkoły Techniki w Bratysławie. Pracował jako inżynier, następnie w latach 1968–1971 był redaktorem magazynu „Matičné čítanie”. Do 1974 r. pozostawał bezrobotny. Nie mógł publikować praktycznie aż do upadku komunizmu w 1989.
W 1959 r. wydał utwór Neprehrám, opublikowany pod pseudonimem Peter Hrúz. W 1966 r. ukazał się jego pierwszy zbiór opowiadań – Dokumenty o výhľadoch, za który został uhonorowany nagrodą Ivana Kraski.